# What's Left of Me
What's left of me est le second album de Nick Lachey sorti le 9 mai 2006 aux États-Unis et le 9 août 2006 en Angleterre.

## Titres de l'album
1. "What's Left of Me" (Jess Cates, Emanuel Kiriakou, Nick Lachey, Lindy Robbins) – 4:06
2. "I Can't Hate You Anymore" (Cates, Lachey, Robbins, Rob Wells) – 3:54
3. "On Your Own" (Luke McMaster, Wally Gogel, Xandy Barry) – 3:06
4. "Outside Looking In" (Cates, Lachey, Dan Muckala, Robbins) – 3:20
5. "Shades of Blue" (Muckala, Liz Vidal) – 4:18
6. "Beautiful" (Peer Astrom, Anders Bagge, Andreas Carlsson, Lachey) – 3:34
7. "Everywhere But Here" (Greg Johnston, David Martin, R. Wells) – 3:29
8. "I Do It for You" (Astrom, Bagge, Carlsson, Lachey) – 3:23
9. "Run to Me" (Cates, Lachey, Muckala, Robbins) – 3:32
10. "Ghosts" (Jamie Cullum, Kara DioGuardi, Greg Wells) – 4:10
11. "You're Not Alone" (Astrom, Bagge, Carlsson, Lachey) – 3:43
12. "Resolution" (Cates, Lachey, Robbins, R. Wells) – 3:55

## Bonus
1. "Did I Ever Tell You" (US Target Stores Bonus Track) - 3:53
2. "Alone" (UK and Japanese Album Bonus Track) – 3:28
3. "Because I Told You So" (available on the I Can't Hate You Anymore UK CD Single, Japanese Album Bonus Track) – 3:45
4. "Don't Shut Me Out" (Nick Lachey, Adam Anders, Pamela Sheyne)(available on the What's Left of Me European Maxi CD Single) - 3:37